# Monte Larsen
Il monte Larsen, con i suoi 710 m, è la montagna più alta dell'isola di Thule, situata nell'arcipelago delle Sandwich australi nell'Atlantico meridionale.
È stato mappato per la prima volta dagli scienziati britannici della Discovery Investigations nel 1930, che lo battezzarono così in onore del cacciatore di balene ed esploratore antartico Carl Anton Larsen (1860-1924).